# Anetarca
Anetarca (Gosliner, 1991) è un genere di molluschi nudibranchi della famiglia Facelinidae.

## Tassonomia
Comprende le seguenti specie:
- Anetarca armata Gosliner, 1991 - specie tipo
- Anetarca brasiliana Garcia & Troncoso, 2004
- Anetarca piutaensis (Ortea, Caballer & Espinosa, 2003)